# Neonesidea gerda
Neonesidea gerda is een mosselkreeftjessoort uit de familie van de Bairdiidae. De wetenschappelijke naam van de soort is voor het eerst geldig gepubliceerd in 1964 door Benson & Coleman.